# Municipio de Bearhouse (condado de Ashley)
El municipio de Bearhouse (en inglés: Bearhouse Township) es un municipio ubicado en el condado de Ashley en el estado estadounidense de Arkansas. En el año 2010 tenía una población de 37 habitantes y una densidad poblacional de 0,32 personas por km².

## Geografía
El municipio de Bearhouse se encuentra ubicado en las coordenadas 33°21′5″N 91°41′54″O / 33.35139, -91.69833. Según la Oficina del Censo de los Estados Unidos, el municipio tiene una superficie total de 114.68 km², de la cual 112,94 km² corresponden a tierra firme y (1,52 %) 1,74 km² es agua.

## Demografía
Según el censo de 2010, había 37 personas residiendo en el municipio de Bearhouse. La densidad de población era de 0,32 hab./km². De los 37 habitantes, el municipio de Bearhouse estaba compuesto por el 64,86 % blancos, el 35,14 % eran afroamericanos. Del total de la población el 0 % eran hispanos o latinos de cualquier raza.